# Abbaye de la Madone-des-Prés
L'abbaye de la Madone-des-Prés était une église catholique située à Levens, en France.

## Localisation
L'église est située dans le département français des Alpes-Maritimes, sur la commune de Levens, chemin de la Madone.

## Historique
Le Chartrier de l’abbaye de Saint-Pons hors les murs indique que ce prieuré existait déjà en 1075 lors de la donation à l’abbaye de Saint-Pons, qui le conserve jusqu’à la Révolution par les trois fils de Raimbaud, vicomte de Nice : Pierre, évêque de Sisteron puis de Vaison, Laugier le Roux, Rostan (ou Rostaing), leurs fils et leurs neveux, et leur cousin Laugier-Rostaing, fils de Rostan (ou Rostaing) de Gréolières.
En 1109, Laugier, vicomte de Nice, a donné son fief de Levens à l'abbaye Saint-Pons de Nice. L'abbaye a conservé ce fief jusqu'à son rachat par le comte de Provence, Charles d'Anjou, en 1251.
L'église de la Madone-des-Près était la première église de Levens. Son style la rattache au premier art roman et date approximativement du 3e quart du XIe siècle. Jacques Thirion a placé sa construction entre celles de l'église Saint-Dalmas-du-Plan de Valdeblore et de l'église Notre-Dame-de-l'Assomption de Villevieille de Châteauneuf-Villevieille.
Le pape Innocent IV confirma le 13 juin 1247 que l'abbaye figurait parmi les biens des moines de Saint-Pons. En 1248, elle apparaît dans les archives comme un prieuré. Au XIVe siècle, le prieuré de Notre-Dame-des-Près est investi de celui de Saint-Blaise.
Le prieuré de la Madone-des-Près est saisi et vendu à la Révolution.
Aujourd'hui, les restes de l'église sont englobés dans une habitation. Il reste de l'église romane le chevet et la crypte. La façade a disparu. L'absidiole sud est ruinée, l'absidiole nord est remaniée. L'intérieur de l'église a été transformé en appartements. La crypte est la partie la mieux conservée de l'édifice.
L'édifice a été classé au titre des monuments historiques le 5 octobre 1965.